# 冷蔵庫物語
『冷蔵庫物語』（れいぞうこものがたり）は、ぷろとんによる日本の4コマ漫画作品。白泉社の雑誌『花とゆめ』で1993年10号から1998年22号まで連載された。単行本は全4巻。

## 概要
主人公の白冷蔵庫と彼が冷蔵・冷凍する食品の日常生活を描いた漫画。作品序盤には人間キャラクターも登場したが、後に全く登場しなくなった。同じ品目の食べ物でも個体や設定が異なるケースがある。
また、当時の時代背景もあるが、不倫、非行、犯罪、ヤクザなどの描写もコメディタッチにされており、オカルト、超常現象などの非科学ネタもある。

## 登場人物
白冷蔵庫
主人公。ツッコミ役やリアクション役を務めることが多いが、天然ボケな性格でもある。一人称は「ぼく」だが女性趣味がある一面を持つ。
恋次
元不良の電子レンジ。男気と根性があるが高所恐怖症である。
ジャー
ボクサーの炊飯器。ジャーが登場するパートでは冷蔵庫が彼のトレーナーとして別人格を演じる。
しいたけ
胞子を撒いて増殖することが大好きなシイタケ。口癖は「フフフ」。だいこん、たけのこと一緒に行動することが多い。人気投票では1位を獲得(白冷蔵庫によると投票結果は演出ではなく事実であるという)。
だいこん
兄貴肌のダイコン。ツッコミ役であり、時に見境なく増殖するしいたけに厳しい態度を取る。密かに女装趣味がある。
たけのこ
だいこんの友人。若干お調子者で時々スケベな面を見せるが、概ね常識人。
たこかぼちゃ
カボチャとかぼちゃの上に乗っかっているタコのコンビ。いつも2人一緒。かぼちゃは若干めんどくさがりな性格で、たこはかぼちゃに構いたがる性分。
なす
たまねぎと付き合っているナス。マイペースな性格なためたまねぎを怒らせがち。
たまねぎ
なすと付き合っているタマネギ。やきもち焼きで怒りっぽく、運動音痴。
すいか
おっとりとしたスイカの青年。スイカ割りの際にターゲットにされるという役回りや、その巨体のため周囲を困らせるといった役回りがメイン。
かきもち
プリンと駆け落ちしているおかき。穏やかな性格。プータローであることが作中で明示されている。
プリン
かきもちと不倫しているプリン。夫はゼリー。変わり者であり、かきもちを翻弄しがち。プリンらしい軟体でかきもちをヒヤヒヤさせる場面も多い。
タマラー総統
独裁者を自称する卵。2人の部下を連れている。「○○の刑」と称してなすやたまねぎを中心にいろいろとちょっかいを出す。
シメサバン
正義の味方のしめさば。正義感が空回りするなどして却って警察の世話になる事態を引き起こすことがある。宿敵のドーナツに振り回されてアルバイトをクビになるなど苦労人でもある。
のり
ジャーを応援する缶の海苔の女の子。単行本付録のカルタで、ジャーが本人への好意ではなく缶の中の乾燥剤目当てでアプローチしていたことに気付く。
ドーナツ
不良のドーナツ。いつもマリネ警部やシメサバンに追い回されている。実は寂しがり。
マリネ警部
警部として警察に勤務するマリネ。親父臭い性格だが、犯罪には毅然とした対応を取る。警察としてドーナツを宿敵扱いしている節がある。
ままかり巡査
マリネ警部の部下。複数個体存在する。間の抜けた性格。「びちびち」と音を立てて跳ねる癖がある。
バナナ
バナナの女性。OLであるらしく、彼氏がいないことを気にしている描写がある。みょうがの保護者的な存在。
みょうが
忘れっぽい性格のミョウガ。登場人物達は彼の香りを嗅ぐと物忘れをしてしまう。
キャベツ
強面のキャベツ。いつも睨んでいるように見えるが、実際はただの近眼。
はんぺん
霊感少女の半片。学生である描写があるが、落ちこぼれである模様。
ささかま
はんぺんの友人の笹蒲鉾。超能力や霊感を使ってばかりのはんぺんに対するツッコミ役を務める。
納豆
豆乳に片思いを寄せるストーカー気質のある納豆。豆乳には異性として相手にされていない。
豆乳
納豆が片思いを寄せる豆乳の女性。納豆を異性として何とも思っておらず、ボーイフレンドが既にいる。学生である描写がある。
ソフトクリーム
日々修行を行うソフトクリーム。修行に没頭するあまり周囲が見えないことも。
ホモ牛乳
女性趣味のあるゲイの牛乳。名前の由来は「均質化された牛乳」を意味する「ホモ牛乳」から。
ニンニク
ホモ牛乳が働くバーの店主であるゲイのニンニク。かつてプロレスのチャンピオンであったがゲイであることが発覚して挑戦者がいなくなった。吐く息はニンニクらしく虫を落とすような強烈なもの。
トマト
だいこんに思いを寄せる女性。だいこんとトマトはお互い異性として意識しているような描写があるが、それ故に却って冷やかされることも。
稲庭うどん
「いなにわ組」の組長を務めるヤクザの稲庭うどん。冷蔵庫たちからは恐れられている。
キュウリ
「いなにわ組」の組員であるヤクザのキュウリ。稲庭うどんの舎弟。
ソーセージ博士
大学教授を務める推定魚肉ソーセージの男性。科学を重視するが、それゆえ却って一般人との感覚の乖離に陥ることも。
ドクターN
たまねぎのボーイフレンドであるなすとは別個体の、医師のナス。事故で形が崩れたり包装が破けたりした食べ物の「手術」を何度か担当している。
カレーパン
脂性のカレーパンの女の子。男運がなくネガティブな性格。
かずのこ
正月になると現れる数を数えるのが好きな数の子。声を出して数を数えるのがうるさいので周囲から迷惑がられる。
すじこ
ポーカーフェイスで筋子。イクラを飛ばしたり潰したりしてエピソードを作るのが彼の役回り。イクラが潰れる感触が大の苦手であるかきもちにとっては天敵。
黒冷蔵庫
黒い冷蔵庫。白冷蔵庫に嫉妬して様々な悪戯を仕掛けるが、実は寂しがりであり内心白冷蔵庫たちの仲間に入れて欲しいと思っている描写がある。家賃1万円、風呂・トイレ共同のボロアパートに住むという設定で、アルバイトはしていると見られる描写がある。
黒たこ
黒冷蔵庫の相棒のタコ。黒冷蔵庫と異なり白冷蔵庫への嫉妬心はない。黒冷蔵庫の命令で様々な悪事に加担するが、彼に呆れることも。

## 書誌情報
- ぷろとん『冷蔵庫物語』 白泉社〈花とゆめCOMICS〉、全4巻
  1. 1995年10月25日発売 ISBN 978-4-592-12715-4
  2. 1996年12月25日発売 ISBN 978-4-592-12739-0
  3. 1997年12月25日発売 ISBN 978-4-592-12771-0
  4. 1997年12月25日発売 ISBN 978-4-592-17194-2